# Boladona
Boladona é o segundo álbum de estúdio da funkeira brasileira Tati Quebra Barraco, lançado em 2004. A faixa título, a qual a funkeira quase se recusou a gravar, foi incluída na trilha sonora da novela das oito da Rede Globo, América (2005).
A faixa homônima, "Boladona", contém um sample de "Love Story" (2000), da dupla britânica Layo & Bushwacka!.

## Faixas
1. Boladona
2. Montagem do Cartão Magnético
3. Kabo Kaki
4. Vou Botar Você na Pista
5. Satisfação
6. Tapinha Atrás Tapa na Frente
7. Montagem Guerreira
8. Se Marcar
9. Sou Feia Mais Tô na Moda
10. Montagem Cardápio do Amor
11. Matemática
12. Montagem Ardendo Assopra
13. Demole Meu Barraco
14. Dako é Bom
15. Yuri Juventude
16. Orgia
17. Demoro já é
18. Pra esquerda pra direita